# Les Monts-du-Roumois
Les Monts-du-Roumois es una comuna nueva francesa situada en el departamento de Eure, de la región de Normandía.

## Historia
Fue creada el 1 de enero de 2017, en aplicación de una resolución del prefecto de Eure de 3 de agosto de 2016 con la unión de las comunas de Berville-en-Roumois, Bosguérard-de-Marcouville y Houlbec-près-le-Gros-Theil, pasando a estar el ayuntamiento en la antigua comuna de Berville-en-Roumois.

## Demografía
| Gráfica de evolución demográfica de Les Monts-du-Roumois entre 1800 y 2014 |
|                                                                            |

Los datos entre 1800 y 2013 son el resultado de sumar los parciales de las tres comunas que forman la nueva comuna de Les Monts-du-Roumois, cuyos datos se han cogido de 1800 a 1999, para las comunas de Berville-en-Roumois, Bosguérard-de-Marcouville y Houlbec-près-le-Gros-Theil de la página francesa EHESS/Cassini. Los demás datos se han cogido de la página del INSEE.

## Composición
| Comuna delegada            | Código INSEE | Población (2013) | Superficie (km²) | Densidad (hab./km²) |
| -------------------------- | ------------ | ---------------- | ---------------- | ------------------- |
| Berville-en-Roumois        | 27062        | 836              | 9.25             | 90                  |
| Bosguérard-de-Marcouville  | 27092        | 603              | 12               | 150                 |
| Houlbec-près-le-Gros-Theil | 27344        | 109              | 2.56             | 43                  |